# Sœurs de la charité de Nevers

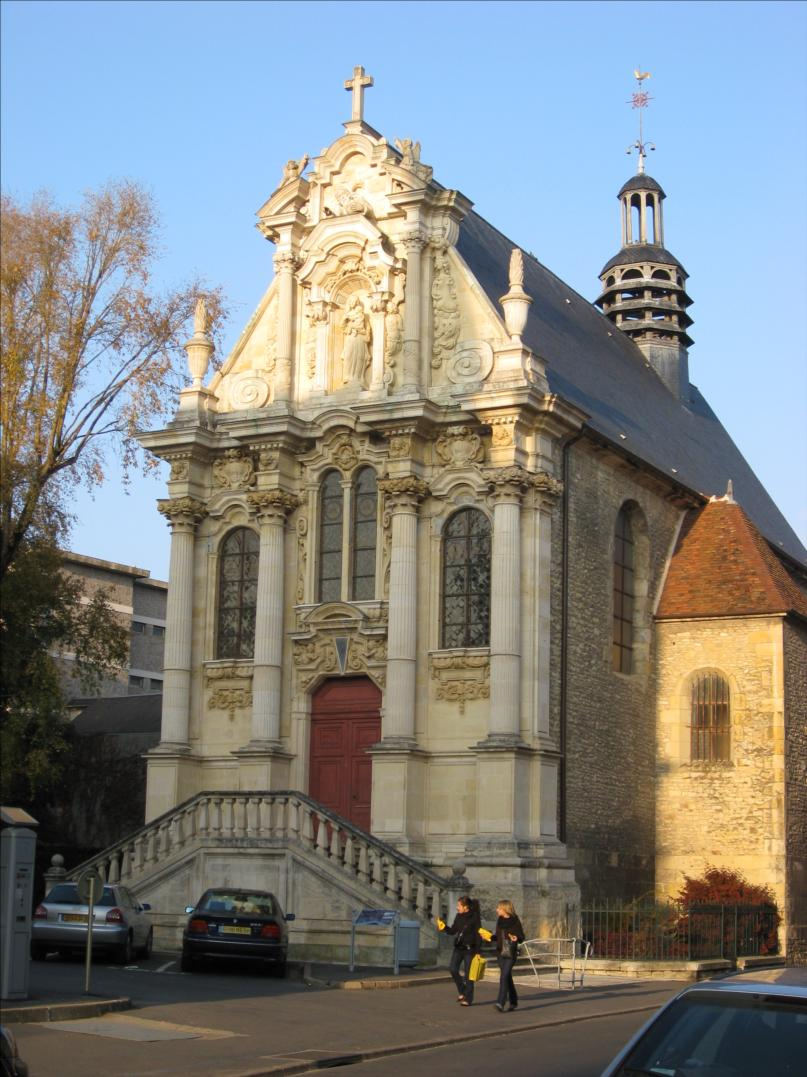
Sainte-Marie, ehemalige Kapelle des Klosters des Ordens von der Heimsuchung

Die Sœurs de la charité et de l’instruction chrétienne de Nevers (lateinisch Sororum Caritatis et Institutionis Christianae; deutsch Schwestern der Nächstenliebe und christliche Institution von Nevers) ist eine weibliche Ordensgemeinschaft päpstlichen Rechts.

## Geschichte
Die Kongregation wurde 1680 von Jean-Baptiste Delaveyne (1653–1719), einem Benediktinerpater, in Saint-Saulge gegründet.
1685 ging die Gemeinschaft nach Nevers. Dort arbeiteten sie im Krankenhaus. Ab 1691 wurden weitere Häuser gegründet, insbesondere unter Marcelline Pauper, die ab 1694 Generaloberin war.
1700 wurden die Ordensregeln verfasst. Trotz der zahlreichen sozialen Verdienste erhielt die Gemeinschaft erst 1780 ein Lettres Patentes von Ludwig XVI.
Am Ende des Ancien Régime hatte die Gemeinschaft 140 Häuser.
1801 wurde die Gemeinschaft von Jean Joseph Sabatier, dem Präfekten von Nièvre neugegründet.

## Galerie

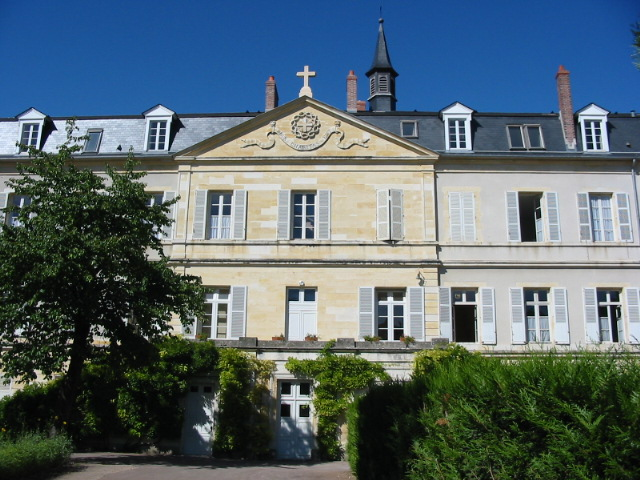
Der Convert Saint-Gildard in Nevers, das Mutterhaus
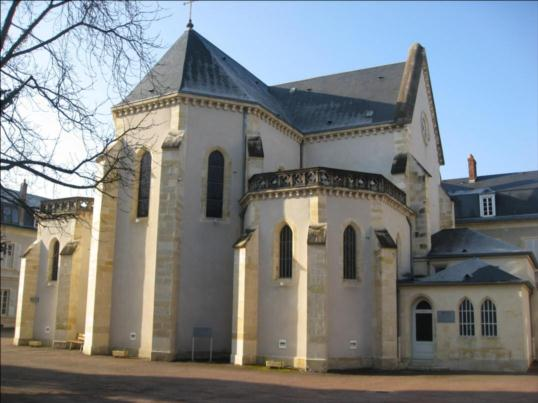
Die Kapelle Saint-Gildard

## Generaloberin
- 1685-… Marie-Scholastique de Marchangy, erste Generaloberin, 1729 verstorben.[3]
- 1694-… Marcelline Pauper (1666–1708).
- Joséphine Imbert, Generaloberin zur Zeit von Bernadette Soubirous[4]
- 1881–1899. Maria Thérèse Vauzou, starb 1907 im Alter von 82 Jahren
- 1899-… Marie Joséphine Forestier, starb 1920[5]
- 2001–2011. Michèle Cœurderoy.
- seit 2011. Élisabeth de Tonquedec.

## Heilige Sainte Bernadette Soubirous

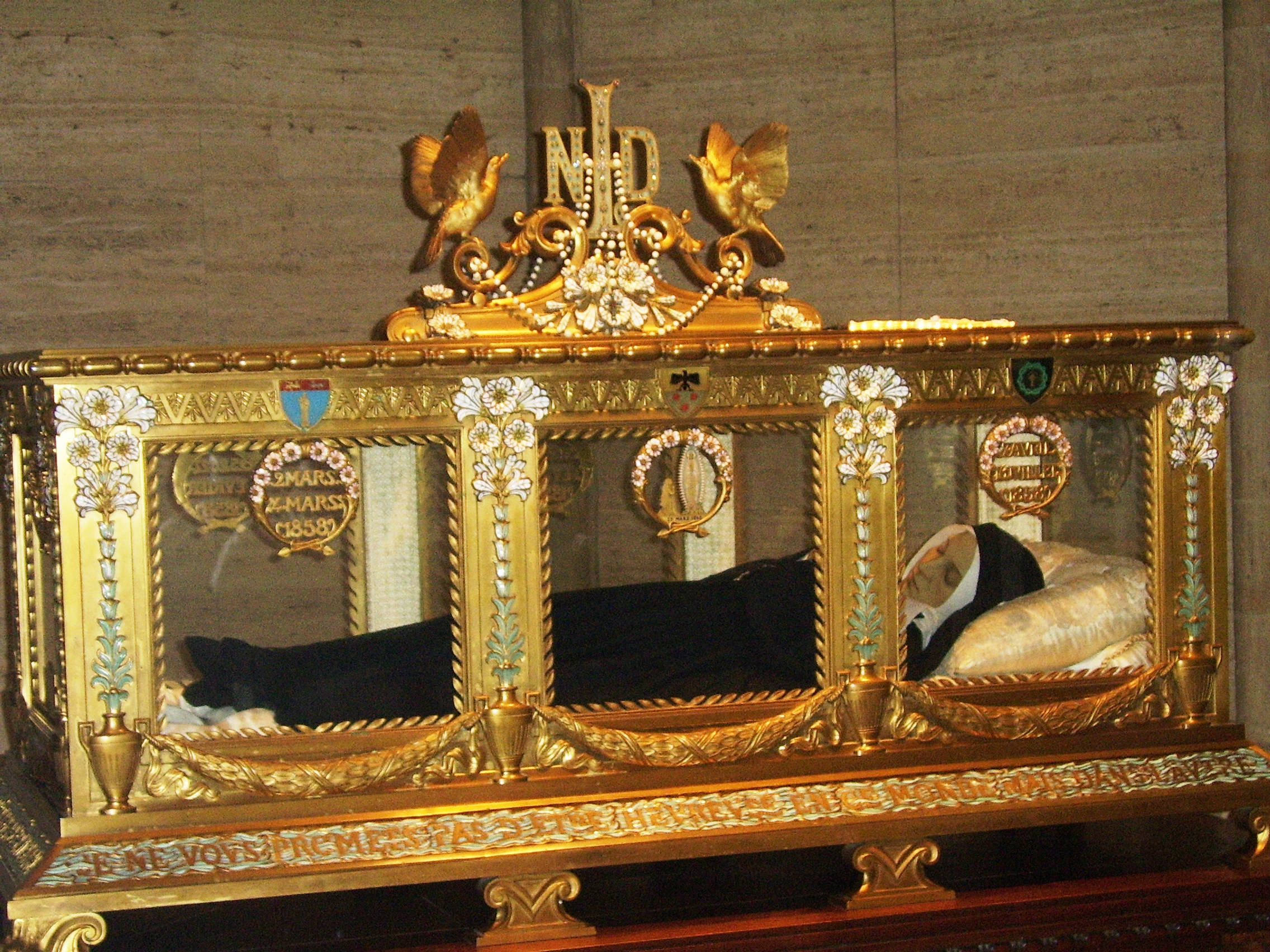
Reliquiar der Heiligen Bernadette.

Ende Januar 1858, wenige Tage vor ihrer Erscheinung kam Bernadette Soubirous (1844–1879) als Tagesschülerin in die Klasse der Armen in Lourdes. Dort lernte sie Lesen, Schreiben und Nähen. 1860 wurde sie in das Internat aufgenommen. Später wurde sie Postulantin. Am 15. Juni 1860 kam sie im Mutterhaus in Nevers an und wurde zu Schwester Marie-Bernard. Am 30. Oktober 1867 legte sie die Gelübde ab und starb am 16. April 1879. Am 14. Juni 1925 wurde sie seliggesprochen und am 3. August 1925 in einen Glasschrein umgebettet. Am 8. Dezember 1933 erfolgte die Heiligsprechung.

## Die Kongregation heute
Heute hat die Gemeinschaft Niederlassungen in 15 Ländern auf vier Kontinenten. Am 31. Dezember 2015 hatte die Gemeinschaft 430 Nonnen in 75 Einrichtungen.